# Jordi Esfrantzes
Jordi Esfrantzes (en llatí Phranza o Phranzes, en grec Φραντζη̂ o Φραντζη̂ς) (1401-1477) fou el darrer historiador de l'Imperi Romà d'Orient i un dels més importants
Fou camarlenc de l'emperador Manuel II Paleòleg el 1418, amb només setze anys i mig, segons explica ell mateix, i després va fer un ascens ràpid.
El 1423 va acompanyar Lluc Notaràs i Manuel Melancrè a una ambaixada davant de l'esposa del sultà otomà Murat II en nom de l'emperadriu Eudòxia. Manuel II el va recomanar, quan estava al seu llit de mort, al seu fill Joan VII Paleòleg, però va ser especialment amic i fidel a Constantí, germà del nou emperador, que fou després el darrer emperador romà d'Orient i dèspota de Morea o Mistra. Al seu servei, Esfrantzes es va distingir com a diplomàtic i guerrer. Al setge de Patres va salvar a Constantí de la mort o de la captivitat, fet que li va costar caure en mans de l'enemic a ell mateix i per quaranta dies, mentre va estar presoner, va patir tota mena de privacions, fins que finalment fou rescatat i va comparèixer davant Constantí (1429), que li va mostrar el seu agraïment, però no va poder evitar el plor en veure'l tant desmillorat.
Un temps després fou enviat com a ambaixador, junt amb Marc Paleòleg, a Murat II i en un dels banquets als que va assistir va poder emborratxar alguns ministres otomans i els va robar alguns papers importants que després de llegir va retornar, sense que per tant se n'assabentessin. Una mica després fou fet presoner pels catalans, però alliberat a Clarentza a canvi d'un copiós rescat. El 1434 fou altre cop ambaixador davant el sultà. El 1435 Constantí el va enviar a prendre possessió d'Atenes i Tebes però els otomans es van anticipar.
El 1438 es va casar i va tenir una filla de nom Damar, el 1441 i després un fill. En anys següents va fer importants negociacions a la cort del sultà i fou governador de Selímbria i més tard d'Esparta. El 1446 fou enviat com ambaixador a la cort de Trebisonda. El 1448, quan Constantí va pujar al tron, fou nomenat protovestiari. El 1453, a la caiguda de Constantinoble, es va escapar de la mort però fou capturat i sotmès a esclavatge amb la seva dona i fills; va deixar els fills en mans dels turcs i va aconseguir escapar amb la dona cap a Esparta.
Damar va morir uns anys després com a esclava a l'harem del sultà. El seu fill, que residia també a palau, va buscar la manera de morir, suposadament per evitar abusos sexuals. Jordi Esfrantzes va fugir a Corfú. Més tard fou ambaixador davant el dux de Venècia Francesc Foscari del dèspota de Morea Tomàs Paleòleg. Va tornar a Corfú i va entrar al convent de Sant Elies i la seva dona va esdevenir també monja.
Esfrantzes es va retirar aviat al monestir de Tarcaniota, on va escriure el seu Cronicó que va acabar el 1477 i va morir aquest any o poc després. El Cronicó abraça l'època entre 1259 i 1477 i és la més valuosa font d'aquest període. Té els defectes propis del seu temps: un estil ampul·lós i dins de la narració constants digressions que fan referència a altres temes. Es considera que, pel que fa als fets que va viure, és un observador imparcial i de confiança. L'obra està dividida en quatre llibres. El primer parla dels sis primers emperadors de nom Paleòleg; el segon del regnat de Joan VIII Paleòleg fill de Manuel. El tercer descriu la captura de Constantinoble i la mort de Constantí XI Paleòleg; i el quart, parla de la família imperial i de la caiguda final del poder grec.
Esfrantzes també va escriure una obra de contingut religiós anomenada Expositio Symboli.